# Reinhold Mitterlehner
Reinhold Mitterlehner (Helfenberg, 10 december 1955) is een Oostenrijks politicus van de ÖVP. Hij was tussen 2014 en 2017 vicekanselier van Oostenrijk.

## Biografie
Na het voltooien van zijn middelbare opleiding (1974) studeerde Mitterlehner rechten aan de Universiteit van Linz. Hij promoveerde in 1980; vervolgens volgde hij een postdoctorale opleiding aan de niversiteit van Freiburg. Tussen 1980 en 1992 was hij werkzaam voor de Wirtschaftskammer Oberösterreich (Economische Kamer van Opper-Oostenrijk en was nadien voorzitter van de Österreichischer Wirtschaftsbund, de werkgeversbond van de ÖVP. Van 2000 tot 2008 was Mitterlehner adjunct-secretaris-generaal van de Wirtschaftskammer Österreich (Economische Kamer van Oostenrijk).

### Politieke loopbaan
Mitterlehner is lid van de Österreichische Volkspartei (ÖVP), de christendemocratische partij. Hij vertegenwoordigde deze partij van 1991 tot 1997 in de gemeenteraad van Ahorn im Mühlviertel. In 2002 werd hij gekozen tot partijleider van de ÖVP in Rohrbach.
Op 8 februari 2000 werd hij in de Nationale Raad gekozen waar hij zich voornamelijk bezighield met economische vraagstukken. Van 2001 tot 2008 was hij zonder onderbreking voorzitter van de parlementscommissie voor economische zaken.

### Minister
Op 2 december 2008 trad Mitterlehner als bondsminister voor Economische Zaken toe tot de bondsregering-Faymann I, een coalitie van SPÖ en ÖVP. In 2013 werd hij herbenoemd als bondsminister voor Economische Zaken in de bondsregering-Faymann II.
Mitterlehner, die van 2011 tot 2014 vicevoorzitter van de ÖVP was, werd op 8 november 2014 gekozen tot partijleider (Parteiobmann) van de ÖVP.

### Vicekanselier
Na het terugtreden van Michael Spindelegger als vicekanselier in september 2014, volgde Mitterlehner hem in die functie op. Hij bleef daarnaast minister voor Economische Zaken.
Mitterlehner staat bekend als een exponent van de liberale vleugel van de ÖVP. Hij is niet alleen economisch liberaal, maar neemt ook op ethisch vlak relatief liberale standpunten in. In een interview met kurier.at omschrijft hij zichzelf eerder als een liberaal dan als een conservatief: "Ich persönlich interpretiere mich eher als liberal." Zo sprak hij zich o.a. uit voor het homohuwelijk.
 Zijn gematigde koers stuit veel conservatieve leden van de ÖVP tegen de borst.
Na het aftreden van bondskanselier Werner Faymann (SPÖ) in mei 2016 nam Mitterlehner enige tijd het bondskanselierschap waar. Faymann, die aanvankelijk tegen een strenger immigratiebeleid was, maar later toch restrictieve maatregelen nam, verloor de steun binnen zijn eigen partij, de SPÖ. Daarnaast ondervond hij veel kritiek van Mitterlehner die een strenger immigrantenbeleid nastreefde.  Vanaf 17 mei 2016 was Mitterlehner vicekanselier onder bondskanselier Christian Kern.

### Afscheid van de politiek
Op 10 mei 2017 vertelde Reinhold Mitterlehner tegen de pers dat hij uit zijn politieke functies zou terugtreden (partijleider van de ÖVP, vice-kanselier en minister). Hij noemde als datum 15 mei 2017, maar dat werd uiteindelijk 17 mei 2017. Hij werd als partijleider van de ÖVP opgevolgd door Sebastian Kurz.

## Trivia
- Een uitspraak van Mitterlehner is "Der Islam ist Teil unserer Gesellschaft, wir haben eine multikulturelle Gesellschaft." ("De Islam maakt deel uit van onze samenleving, wij hebben een multiculturele samenleving.")
- Hij was lid van het bestuur van het Nationalfonds der Republik Österreich für Opfer des Nationalsozialismus (Nationaal Fonds van de Republiek Oostenrijk voor Slachtoffers van het Nationaalsocialisme).
- Hij is een voorstander van een algeheel rookverbod in de horeca. Dit leidde tot veel verzet binnen zijn eigen partij en met name bij de vertegenwoordigers van de werkgeversorganisatie van de ÖVP.[6]

## Onderscheidingen
- 2011: Het Grote Gouden Ereteken met de Ster van Verdienste voor de Republiek Oostenrijk
- 2016: Orde van de Vriendschap van de Russische Federatie